# Столяренко, Владимир Михайлович
Владимир Михайлович Столяренко (род. 1961) — российский финансист; а также учёный, кандидат экономических наук, доктор юридических наук, профессор НИУ «Высшая школа экономики» (2007), старший научный сотрудник Гарвардской школы права.

## Биография
Родился 26 февраля 1961 года в Ленинграде.
В 1983 году c отличием окончил факультет «Финансы и кредит» Ленинградского финансово-экономического института им. Н. А. Вознесенского (ныне Санкт-Петербургский государственный экономический университет).
В 1987 году окончил аспирантуру Московского финансового института по кафедре «Международные валютно-финансовые отношения».
В 1987—1993 годах занимался преподавательской деятельностью, работал ассистентом кафедры «Денежное обращение и кредит», доцентом кафедры «Международные экономические отношения» Санкт-Петербургского государственного экономического университета.
В 1991—1993 годах параллельно с преподавательской работой возглавлял российский офис французской аудиторской и консалтинговой компании Secafi Alpha S.A. (Париж, Франция).
В 1993—1998 годах — управляющий Санкт-Петербургским филиалом банка «Империал», старший вице-президент.
С 8 мая 1998 года в течение двух месяцев возглавлял временную администрацию, введённую Банком России в «Токобанке». Временная администрация приняла на себя функции оперативного управления банком.
В 1998—2012 годах — президент, председатель правления банка «Еврофинанс» (с 2006 года «Еврофинанс Моснарбанк»).
- 1998 год — банк выведен из вызванного экономическим кризисом предбанкротного состояния и реструктурирован.
- 1999 год — становится банком, финансирующим проведение взаиморасчетов крупнейших нефтяных и газовых компаний с РАО «ЕЭС России» и фискальными органами (в соответствии с распоряжением Правительства России).
- 2000 год — становится победителем конкурса Агентства по реструктуризации кредитных организаций (АРКО) на право проведения работ в рамках реструктуризации кредитных организаций в номинации «Агенты по работе с нестандартными активами»; участвует в консолидации акций АО «Нефтяной дом» в интересах РАО «ЕЭС России», проводит due diligence, обеспечивает заключение и осуществление сделки по приобретению 75 % акций АО и его основной кредиторской задолженности (по оценке газеты «Ведомости»[4], сделка вошла в ТОР-3 сделок на столичном рынке недвижимости).
- 2001 год — получает титул «Самый рентабельный банк среди ста крупнейших банковских учреждений Центральной и Восточной Европы» по методологии международного рейтингового агентства Standart&Poor’s.
- 2003 год — выступает соорганизатором десятилетнего облигационного займа ОАО «Газпром» объёмом 1,75 млрд долларов США, который стал самым крупным привлечением необеспеченного финансирования в истории компаний развивающихся рынков и получил награду от журнала IFR «Emerging market and EEMEA bond of the year»; завершает сделку по присоединению КБ «Моснарбанк» к АКБ «Еврофинанс», которая входит в ТОР-10 рейтинга РБК «Крупнейшие сделки, слияния и поглощения с участием российских компаний», являясь первым рыночным слиянием в банковском секторе России после 1917 года.
- 2004—2005 годы — становится крупнейшим источником заемного финансирования для формирующейся российской нефтяной компании «Русснефть» (общая сумма предоставленного финансирования превышает 1 млрд долларов США); сама «Русснефть» становится крупной компанией, располагающей почти 400 млн тонн подтвержденных запасов нефти и обеспечивающей 15,6 млн тонн добычи.
- 2005 год — входит в ТОР-1000 крупнейших банков мира по версии британского журнала The Banker.
- 2007 год — финансовый журнал Euromoney признаёт «Еврофинанс Моснарбанк» лидером в области корпоративного управления среди банков Центральной и Восточной Европы.
- 2008 год — банк первым в России начинает эмиссию карт китайской платежной системы UnionPay.
- 2009 год — Euromoney признаёт банк лучшим в области управления рисками в России.
- 2013 год — урегулирован длительный конфликт с Правительством Москвы, сопровождавшийся серией судебных процессов, которые вели дочерние структуры банка по поводу прав на развитие территории бывшей гостиницы «Россия» в Зарядье и ряда других инвестиционных проектов. Соответствующие контракты, предусматривавшие использование инвестиционного механизма Департамента инвестиционных программ Правительства Москвы, были заключены в 2004 году, однако впоследствии Департамент прекратил исполнение своих обязательств. Судебные разбирательства завершились мировым соглашением и крупной выплатой истцам со стороны Правительства Москвы.

В 2012 году покинул пост президента и председателя правления «Еврофинанс Моснарбанка» в связи со сменой состава акционеров банка и сосредоточился на реализации инвестиционных проектов и научной деятельности.

### Должности в других организациях
- Ассоциация российских банков — член Консультативного совета (2002—2013).
- НТВ, НТВ+ и ТНТ — член Наблюдательного совета директоров (2004—2006).
- Wragge Lawrence Graham, Московский офис старейшей английской юридической фирмы — партнёр (2008—2016).
- Taas-Yuriach Neftegasodobicha LLC — член Совета директоров (2010—2013).
- «Зарубежнефть» — член Наблюдательного совета директоров (2012—2013).
- «Русгидро» — член Наблюдательного совета директоров (2013—2014).

### Дополнительное образование и научная деятельность
- Исследование роли Центрального банка как органа государственной власти (на примере Великобритании, Испании, Российской Федерации, США, Франции и ФРГ), результаты которого были опубликованы в книге «Центральный Банк — как орган государственной власти»[5] и стали основой для докторской диссертации, защищенной в 2000 году.
- Postgraduate program Школы права Гарвардского университета (США), 2000—2001 гг.
- Старший научный сотрудник Института государства и права РАН, 2001—2006 гг.
- Магистр делового администрирования (Executive MBA-Global) совместной программы Лондонской школы бизнеса (Великобритания) и Школы бизнеса Колумбийского университета (США), 2006—2008 гг.
- Квалификация «Сертифицированный международный инвестиционный аналитик» (Certified International Investment Analyst — CIIA), 2006 год.
- Senior Fellow Программы международных финансовых систем Гарвардской школы права (США), с 2016 года.

### Участие в образовательных и филантропических проектах
- Попечительский совет Санкт-Петербургского государственного экономического университета, 2006—2014 гг.
- Попечительский совет Дипломатической академии Министерства иностранных дел России, 2008—2014 гг.
- Наблюдательный совет Гарвардского клуба (Москва), с 2009 года.
- Учредитель студенческих стипендий и научных грантов: НИУ ВШЭ (Россия), London Business School (Великобритания)[6], Columbia Business School (США)[7], Harvard University (США).

## Труды
Автор и соавтор ряда научных публикаций преимущественно по правовым вопросам, включая:
- Комментарий практики разрешения судами споров, возникающих в связи с участием граждан в долевом строительстве многоквартирных домов и иных объектов недвижимости.
- Комментарий к Постановлению Пленума Высшего Арбитражного Суда Российской Федерации от 11.07.2011 № 54.
- «Центральный банк: проблемы правового статуса» , Издательство «Лимбус-пресс», 2001.
- «Незаконный вывоз капитала и финансовая амнистия» , Издательство «Лимбус-Пресс», 2002.

## Награды
- Награждён в 2012 году орденом Почёта (28.04.2012, за достигнутые трудовые успехи и многолетнюю добросовестную работу).
- В 2007 году удостоен звание «Лучший банкир России» (диплом 1-й степени) по версии журнала «Компания».
- Благодарность Президента Российской Федерации (29.12.2006) — за заслуги в подготовке и проведении встречи глав государств и правительств стран — членов «Группы восьми» в городе Санкт-Петербурге[8]
- Также награждён медалями «В память 850-летия Москвы» (26.02.1997) и «В память 300-летия Санкт-Петербурга» (20.02.2004)[1].